# Ingerophrynus divergens
Ingerophrynus divergens es una especie de anfibios de la familia Bufonidae.
Se encuentra en Borneo.
Su hábitat natural incluye bosques secos tropicales o subtropicales, ríos intermitentes y marismas de agua dulce.
Está amenazada de extinción.